# آریانا گرانده
آریانا گراندِی-بوترا (انگلیسی: Ariana Grande-Butera؛ زادهٔ ۲۶ ژوئن ۱۹۹۳) خواننده، ترانه‌نویس و بازیگر آمریکایی است. او بابت گسترهٔ آواز چهار اکتاوی‌اش — که به گستره سوت بسط دارد — مشهور است و چهرهٔ تأثیرگذاری در موسیقی عامه‌پسند به‌شمار می‌رود. او افتخارات گوناگونی از قبیل دو جایزهٔ گرمی، دو جایزهٔ موسیقی بیلبورد، سه جایزهٔ موسیقی آمریکا، ۱۰ جایزهٔ موسیقی ویدئوی ام‌تی‌وی و ۳۹ رکورد جهانی گینس کسب کرده است. نشریاتی مانند رولینگ استون و بیلبورد او را یکی از بزرگ‌ترین هنرمندان تاریخ نامیده‌اند.
گرانده کارش را در برادوی با حضور در تئاتر موزیکال ۱۳ (۲۰۰۸) آغاز کرد و بابت بازی در نقش کت ولنتاین در مجموعهٔ تلویزیونی ویکتوریوس (۲۰۱۰–۲۰۱۳) و اسپین‌آف آن سم و کت (۲۰۱۳–۲۰۱۴) به شهرت رسید. پس از بستن قرارداد با ریپابلیک رکوردز، او نخستین آلبومش، ارادتمند شما (۲۰۱۳) را منتشر کرد که الهام‌گرفته از سبک رترو بود و به صدر جدول بیلبورد ۲۰۰ آمریکا رسید. گرانده در دو آلبوم بعدی، همه‌چیز من (۲۰۱۴) و زن خطرناک (۲۰۱۶)، عناصر موسیقی الکترونیک را گنجاند که هر دو به موفقیت جهانی دست یافتند و با تک‌آهنگ‌های «مشکل»، «خلاصی» و «بنگ بنگ»، «برای آخرین بار»، «علاقه‌مند به تو» و «شونه به شونه» همراه بودند.
گرانده در آلبوم‌های شیرین‌کننده (۲۰۱۸) و ممنون، بعدی (۲۰۱۹) به موسیقی ترپ روی آورد. شیرین‌کننده جایزه گرمی بهترین آلبوم آواز پاپ را کسب کرد و ممنون، بعدی نامزد جایزه گرمی آلبوم سال شد. تک‌آهنگ‌های «ممنون، بعدی» و «۷ حلقه» از آلبوم ممنون، بعدی و همکاری‌های سال ۲۰۲۰ او، «باهات گیر افتادم» با جاستین بیبر و «بر من ببار» با لیدی گاگا، و همچنین تک‌آهنگ «موقعیت‌ها» از آلبوم به همین نام (۲۰۲۰) به صدر جدول بیلبورد هات ۱۰۰ رسیدند. پس از وقفه‌ای در موسیقی، او سبک رقص را در آلبوم درخشش ابدی (۲۰۲۴) تجربه کرد که با تک‌آهنگ‌های نامبروان در آمریکا، «آره، و؟» و «نمی‌تونیم دوست باشیم (منتظر عشقت باش)»، همراه بود. گرانده با طنز سیاسی بالا رو نگاه نکن (۲۰۲۱) به بازیگری بازگشت و نقش اصلی گلایندا را در موزیکال فانتزی شرور (۲۰۲۴) بازی کرد و نامزد جایزه اسکار بهترین بازیگر نقش مکمل زن شد.
گرانده یکی از پرفروش‌ترین هنرمندان موسیقی جهان به‌شمار می‌رود که بیش از ۹۰ میلیون نسخه از آثارش را در سطح جهانی به فروش رسانده است. او تا سال ۲۰۲۱ استریم‌شده‌ترین هنرمند زن در تاریخ بود. او همچنین استریم‌شده‌ترین هنرمند زن دههٔ ۲۰۱۰ و دارای بیشترین دنبال‌کنندهٔ در میان هنرمندان زن اسپاتیفای و یوتیوب است. نام او در فهرست مجلهٔ تایم از ۱۰۰ شخص تأثیرگذار جهان (۲۰۱۶ و ۲۰۱۹) و ۱۰۰ ستاره ثروتمند فوربز (۲۰۱۹–۲۰۲۰) قرار گرفت. او از سوی مجلهٔ بیلبورد، زن سال، بزرگ‌ترین ستارهٔ پاپ ۲۰۱۹، و موفق‌ترین هنرمند زن که در دههٔ ۲۰۱۰ آغاز به کار کرد، نام گرفت. گرانده با سازمان‌های خیریه و مدافعان حقوق حیوانات، بهداشت روانی، و برابری جنسیتی، نژادی و ال‌جی‌بی‌تی کار کرده است و در صنعت لوازم آرایشی، عطر و مد نیز فعالیت دارد. خط تولید عطر او که در سال ۲۰۱۵ عرضه شد، تا سال ۲۰۲۲ بیش از یک میلیارد دلار فروش داشت.

## اوایل زندگی و شروع حرفه

### اوایل زندگی و شروع حرفه
آریانا گراندِی-بوترا در بوکا راتون، فلوریدا توسط جوان گراندِی، دارنده ۳ کمپانی مختلف از جمله شرکت ساخت کشتی و شرکت کنترل زنگ‌های عموم، و ادوارد بوترا دارنده شرکت طراحی گرافیک بوکا راتون، زاده شد.
اسم او از اسم پرنسس اوریانا (از انیمیشن Felix the Cat: The Movie) گرفته شده.
آریانا گراندِی تباری ایتالیایی دارد. اصالت مادر وی به شهر ابروتزو و پدر او به سیسیل می‌رسد.
آریانا گراندِی یک برادر ناتنی بزرگتر از ازدواج قبلی مادرش دارد که اسم او فرانکی گراندِی است؛ او بازیگر، رقصنده و تهیه‌کننده است و قبلاً جزو رقصنده‌های آریانا گراندِی بوده.
گراندِی رابطه نزدیکی با مادربزرگ مادری خود، مارجوری گراندِی دارد.
زمانی که او به دنیا نیامده بود، خانواده‌اش از نیویورک به فلوریدا نقل مکان کردند. در سن ۸–۹ سالگی مادر و پدرش از هم طلاق گرفتند.
در زمان کودکی، او برای اولین بار در تئاتر کودکان فورت لادردیل، فلوریدا در نقش آنی نمایشنامه‌ای را بازی کرد.
همچنین در برنامه‌های موزیک این تئاتر، جادوگر از و دیو و دلبر هم اجرا داشت.
در سن ۸ سالگی او در برنامه karaoke lounge on a cruise ship اجرا داشت، با همکاری ارکسترهای مختلف مثل Florida's Philharmonic و Florida Sunshine Pops و Symphonic Orchestras؛ این اولین نمایش تلویزیونی بین‌المللی او بود که آهنگ «The Star-Spangled Banner» را برای گروه Florida Panthers اجرا کرد؛ در ۸ سالگی به دلیل این اجرای قوی لقب ویتنی هیوستون کوچک را به وی دادند. همچنین او بعد از خواندن آهنگ «My Heart Will Go On» از سلین دیون در سن ۸ سالگی، اسطوره سبک پاپ لاتین گلوریا استفان او را تشویق کرد که به خوانندگی ادامه بدهد. او همزمان با فعالیت‌های هنری‌اش تحت نظر مدرسه‌های Pine Crest School و North Broward Preparatory School هم تحصیل می‌کرد.
در سن ۱۳ سالگی او در مورد دنبال کردن حرفه موسیقی جدی شد، با آنکه هنوز تمرکزش روی کارهای هنری تئاتر بود.
وقتی او اولین بار به لس آنجلس رفت تا با منیجرهایش ملاقات داشته باشد، میلش به ساخت آلبومی با سبک آر اند بی را نشان داد، او در این باره اینگونه توضیح داد: "من بهشون گفتم که می‌خوام یه آلبوم تو سبک آر اند بی بسازم، و اونا گفتن اوه این هدف بزرگیه، ولی کی قراره آلبوم آر اند بی یه خواننده ۱۴ ساله رو بخره؟!"
در سال ۲۰۰۸ گرانده در نقش شارلوت در تئاتر برادوی موزیکال ۱۳ ایفای نقش کرد و در همان سال برای نقشش جایزه National Youth Theatre Association Award که به بازیگران با استعداد و جوان تئاتر داده می‌شد را برنده شد.
وقتی او به گروه موزیکال ۱۳ ملحق شد، او نمی‌توانست مستقیماً به مدرسه برود ولی به ثبت نام کردن در مدرسه ادامه داد، مدرسه برای او تمام امکانات تحصیلی رو می‌فرستاد تا بتواند با کمک معلم‌های خصوصی تحصیل کند.
او همچنین چندین بار در کلاب جاز نیویورک سیتی Birdland اجرا داشت.

### دستیابی به نیکلودین

گرانده در سال ۲۰۱۰

گراندِی در سال ۲۰۰۹ در مجموعه تلویزیونی نیکلودین به اسم ویکتوریوس نقش کت ولنتاین را بازی کرد که منتقدان و مردم او را برای این نقش بسیار تحسین کردند.
او باید یک هفته در میان موهایش را قرمز می‌کرد چون کارگردان اصلی این مجموعه تلویزیونی نمی‌خواست تمام نقش‌های اصلی موی قهوه‌ای و معمولی داشته باشند، همین‌طور موی قرمز خصوصیت و ویژگی خاصی بود که مردم می‌توانستند با شخصیت کت ارتباط برقرار کنند و این ویژگی را بین کاراکترها فقط او داشت، چون شخصیت او هم از دیگر کاراکترها متفاوت‌تر بود.
با اینکه ویکتوریا جاستیس نقش اصلی و مرکز توجه این مجموعه تلویزیونی بود ولی گراندِی اولین بازیگر این سریال بود که برای نقشش جایزه دریافت کرد با آنکه هردو نامزد شده بودند، همین‌طور در سریال سم و کت گراندِی تنها بازیگر این سریال بود که دوباره برای نقشش جایزه دریافت کرد، همچنین بر اساس نظرسنجی در سایت‌ها و شبکه‌های اجتماعی کت ولنتاین محبوب‌ترین کاراکتر سریال‌های نیکلودین است.
قسمت اول این مجموعه تلویزیونی در مارس ۲۰۱۰ به نمایش گذاشته شد که با ۵٫۷ میلیون بیننده دومین پربازدیدترین قسمت از یه مجموعه تلویزیونی در نیکلودین بود.
این نقش به گراندِی کمک کرد طرفداران بیشتری داشته باشد ولی او دربارهٔ بازیگری و نقشش می‌گوید: «بازیگری جالبه ولی موسیقی همیشه در اولویت و درجه اول برای من قرار داشته.»
کاراکتر او از نظر اثرپذیر بودن بیش از حد، به آسانی تحریک شدن و به‌طور کلی دوست داشتنی بودن با کاراکتر تای بیچاره در فیلم (Clueless (1995 مقایسه شده. (این کاراکتر را بریتانی مورفی بازی کرده)
همچنین در سال ۲۰۱۰ گراندِی نقش میریام را در موزیکالِ کوبا لیبِر بازی کرد.
بعد از اینکه فصل اول مجموعه ویکتوریوس پخش شد، گراندِی تصمیم گرفت رو حرفه موسیقیش تمرکز کند و کار کردن روی آلبوم اولش رو از اوت سال ۲۰۱۰ شروع کرد؛ که برای تقویت کردن رنج صدایش با مربی وکالی به اسم اریک وترو همکاری کرد.
اولین نمایش موزیکالش آهنگ «Give It Up» در آلبوم Victorious: Music from the Hit TV Show در اوت ۲۰۱۱ بود که همه بازیگرهای مجموعه ویکتوریوس مجبور بودند در این آلبوم همکاری داشته باشند.
گراندِی همچنین ویدیوهایی از خودش در حال کاور کردن آهنگ‌هایی از ماریا کری و ویتنی هیوستون در یوتیوب به اشتراک گذاشت.
فردی که تحت تأثیر قدرت صدا و استعداد او قرار گرفت، او را با کمپانی ضبط Republic Records آشنا کرد و گراندِی تصمیم گرفت با این کمپانی قرارداد ببندد.
او اولین کارش در این کمپانی که Put Your Hearts Up نام داشت را منتشر کرد، اما این آهنگ تنها یک سینگل آزمایشی بود و رسمی حساب نمی‌شد.
او بعدها توضیح داد که این آهنگ در سبک بابلگام پاپ است که او هیچ علاقه‌ای به ساختن و دنبال کردن موسیقی در این سبک ندارد.
این آهنگ بعدها از طرف انجمن صنفی ضبط موسیقی آمریکا گواهی گلد (معادل با فروش ۵۰۰هزار نسخه در آمریکا) را دریافت کرد.
در دسامبر ۲۰۱۲ گراندِی در آهنگ «Popular Song» با خواننده و آهنگ‌نویس بریتیش میکا همکاری کرد.
بعد از اینکه مجموعه ویکتوریوس در فوریه سال ۲۰۱۳ پایان یافت، در همان زمان نیکلودین تصمیم گرفت مجموعه دیگری به اسم سم و کت بسازد که ادامه مجموعه‌های ویکتوریوس و ای کارلی بود و با دو تا از کاراکترهای این مجموعه‌ها یعنی کت ولنتاین (با بازی گراندِی) و سم پاکت (با بازی جنت مک‌کوردی) ساخته شده بود.
اولین قسمت در ۸ ژوئن ۲۰۱۳ پخش شد که قرار بود ۴۰ قسمت برای فصل اول بسازند، ولی با تنها ۳۵ قسمت ساخت این سریال پایان یافت و کنسل شد و آخرین قسمت در ۱۷ ژوئیه ۲۰۱۴ به نمایش گذاشته شد.
بعد از پایان این مجموعه، گراندِی از شبکه نیکلودین بیرون آمد و کل تمرکزش را روی حرفهٔ موسیقی گذاشت.

## پیشینه هنری
گراندِی قبل از شروع فعالیت رسمی موزیکال خود در دو ترانه از ساندتراک سریال ویکتوریوس (۲۰۱۱) همکاری داشت. وی طی یک قرارداد ضبط با ریپابلیک رکوردز فعالیت رسمی خود را در ۲۰۱۳ شروع کرد، نخستین آلبوم استودیویی خود، ارادتمند شما را در ۲۰۱۳ منتشر نمود که در بیلبورد ۲۰۰ آمریکا، رتبه نخست را کسب کرد. تک ترانه آغازین آلبوم، «راه»، با رتبه ۹ وارد ۱۰ ترانه برتر ۱۰۰ آهنگ داغ بیلبورد شد. منتقدان محدوده گستره صوتی گرانده در این ترانه را با گستره صوتی ماریا کری مقایسه کردند.
او برای این آلبوم توری به اسم The Listening Sessions برگزار کرد.
گراندِی دومین آلبوم استودیویی خود همه‌چیز من را در سال ۲۰۱۴ منتشر کرد. دومین آلبوم گرانده نیز، در بیلبورد ۲۰۰ آمریکا به صدر جدول رسید. این آلبوم وارد ۱۰ آلبوم برتر جدول رسمی ۳۰ کشور دیگر هم شد. این آلبوم شامل ترانه‌های محبوبی چون «مشکل» و «رهایی» بود که باعث ماندگاری او به مدت ۳۴ هفته در جدول ۱۰۰ آهنگ داغ بیلبورد در سال ۲۰۱۴ شد. همچنین در سال ۲۰۱۴ او بیشترین تک‌آهنگ را در ۱۰ ترانه برتر ۱۰۰ آهنگ داغ بیلبورد داشت. در سال ۲۰۱۵ گرانده برای تبلیغ آلبوم «همه‌چیز من»، اولین تور جهانی خود به نام The Honeymoon Tour را برگزار کرد. در سال ۲۰۱۶ سومین آلبوم استودیویی خود زن خطرناک را منتشر کرد که به رتبه ۲ جدول بیلبورد ۲۰۰ رسید. اولین تک‌آهنگ آلبوم با همین اسم، در هفته اول با رتبه ۱۰ وارد چارت ۱۰۰ آهنگ داغ بیلبورد شد. به این ترتیب، گرانده تبدیل شد به تنها فرد در تاریخ موسیقی، که همه تک ترانه‌های آغازین از ۳ آلبوم او در هفته اول وارد ۱۰ آهنگ برتر چارت ۱۰۰ آهنگ داغ بیلبورد می‌شوند.
در سال ۲۰۱۷ گرانده تور جهانی Dangerous Woman Tour را برگزار کرد.
طبق آمار، موزیک ویدیوهای گرانده تا ژوئن ،۲۰۱۷ ۹ میلیارد بار به صورت آنلاین دیده شده‌اند.
جایزه‌های او شامل ۳ جایزه موسیقی آمریکا، ۳ جایزه موسیقی ام تی وی اروپا، ۱ جایزه موزیک ویدئوی ام تی وی و ۴ نامزدی برای جایزه گرمی می‌باشد.
همه آلبوم‌های او از طرف انجمن صنفی ضبط موسیقی آمریکا، نشان پلاتینیوم (برابر فروش ۱ میلیون نسخه در آمریکا) دریافت کردند.
گرانده به موسسات خیریه زیادی کمک می‌کند و دنبال کننده‌های زیادی در شبکه‌های اجتماعی دارد.
در سال، ۲۰۱۶ مجله تایم او را یکی از ۱۰۰ شخصیت تأثیرگذار سال معرفی کرد.
بیلبورد اشاره کرد که همه‌چیز من من جنبه دوستانه دارد مانند تلاش‌های قبلی گراندِی نیست، و اظهار داشت:
همه‌چیز من یه پروژه الهام گرفته از آلبوم قبلی آریانا به نام ارادتمند شما است. اگرچه این همه‌چیز من بهتر از ارادتمند شما در ۲۰۱۳ است. آهنگ‌های «مشکل» و «رهایی» مانند تک آهنگ‌های «برای آخرین بار» و «چرا سعی می‌کنید» دارای ملودی زیبا و بی عیب و نقص است که معمولاً برای بزرگ‌ترین خواننده‌های بزرگ زن پاپ در جهان می‌باشد.

## آلبوم‌ها

### ارادتمند شما ۲۰۱۳

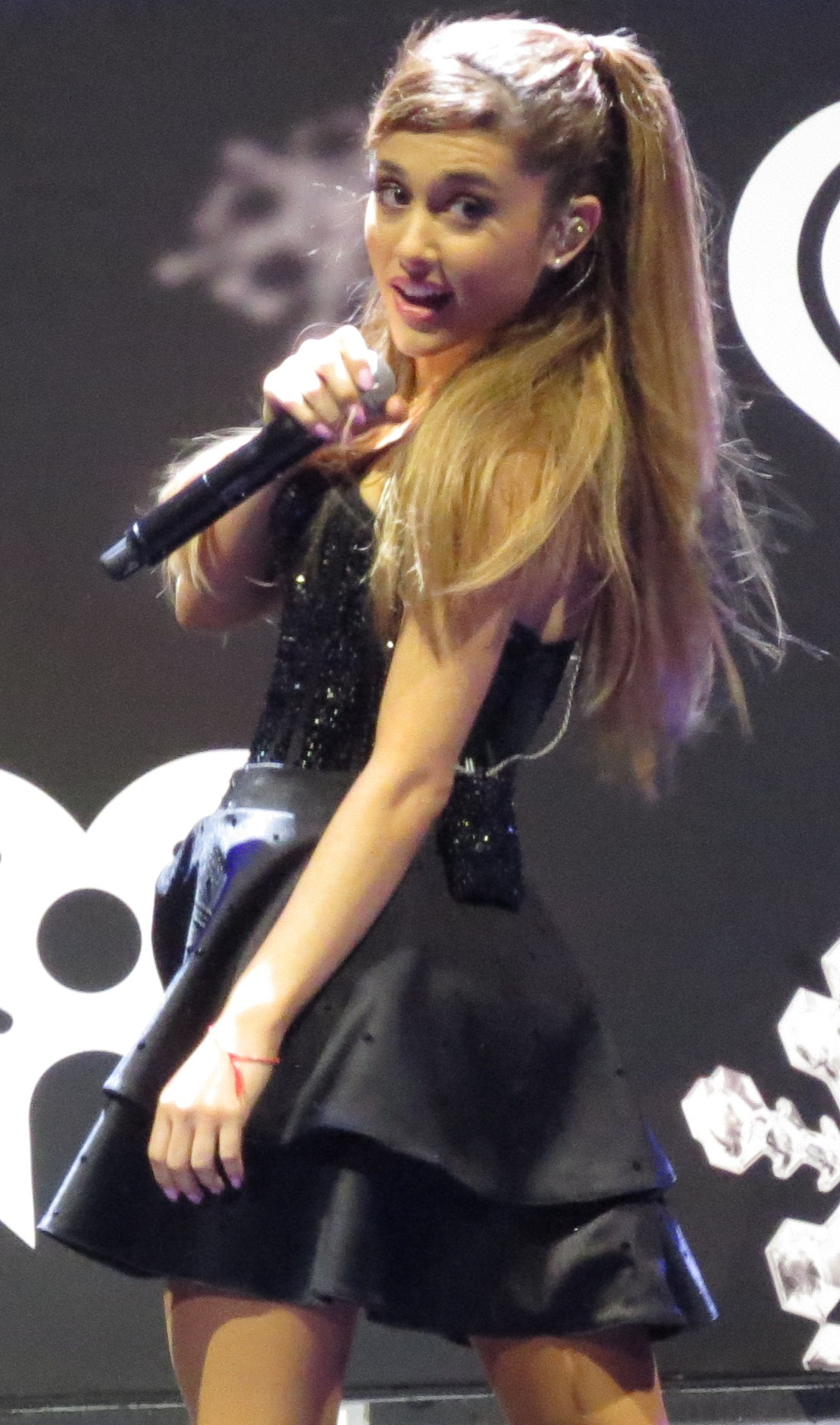
گراندِی در ۲۰۱۳

گراندِی بر روی این آلبوم ۳ سال کار کرده، این آلبوم در نخست قرار بود اسمش خیالبافی (Daydreaming) که اسم یکی از ترک‌های آلبوم هم بود، باشد اما بعدها به ارادتمند شما تغییر نام یافت.
گرانده ترانه‌نویس اصلی ۶ تا از ترانه‌های آلبوم بوده.
ارادتمند شما در ۳ سپتامبر سال ۲۰۱۳ منتشر شد که در هفته اول با فروش ۱۳۸۰۰۰ نسخه (۱۰۸۰۰۰ نسخه دیجیتالی ۳۰۰۰۰ نسخه فیزیکالی) به رتبه نخست جدول بیلبورد ۲۰۰ رسید؛ بنابراین گراندِی تبدیل شد به پانزدهمین خواننده زن تاریخ و دومین خواننده زن این دهه که اولین آلبومش به صدر جدول بیلبورد می‌رسد.
ارادتمند شما همچنین در هفته اول وارد ۱۰ آلبوم برتر چارت رسمی کشورهای انگلستان، کانادا، هلند، ایرلند، استرالیا، دانمارک و ژاپن شد.
بعد از منتشر شدن آلبوم ارادتمند شما مجله بیلبورد گراندِی را به عنوان چهارمین هنرمند محبوبِ جوان سال ۲۰۱۳ و محبوب‌ترین هنرمند زیر ۲۱ سال معرفی کرد.
طبق گفته منبع معتبر ChartMasters ارادتمند شما تا به حال بیش از ۲٫۵ میلیون فروش جهانی داشته، که ۱ میلیون فروش در آمریکا بوده و گواهی پلاتینیوم آمریکا را دریافت کرده.
اولین سینگل این آلبوم «The Way» در هفته اول بیش از ۲۱۹۰۰۰ نسخه فروخت و با رتبه ۱۰ وارد چارت بیلبورد هات ۱۰۰ شد، و در هفته بعد به رتبه ۹ رسید و در کل ۲۶ هفته در جدول قرار داشت، وارد ۱۰ آهنگ برتر جدول پرفروش‌ترین آهنگ‌های دیجیتالی بیلبورد آمریکا هم شد و برای فروش ۳ میلیونی در آمریکا ۳ پلاتینیوم از طرف RIAA دریافت کرد.
به این ترتیب گراندِی تبدیل شد به چهارمین خواننده زن تاریخ که اولین سینگلش در هفته اول وارد ۱۰ آهنگ برتر چارت بیلبورد هات ۱۰۰ می‌شود، همین‌طور سینگل «The Way» در کنار سینگل‌های «Roar» از کیتی پری، Suti & Tie از جاستین تیمبرلیک، Best Song Ever از گروه وان دایرکشن جزو آهنگ‌های سال ۲۰۱۳ با بیشترین فروش در هفته اول بود (۴مین به‌طور کلی و ۲مین بین خوانندگان زن)
دومین سینگل آلبوم «Baby I» با فروش بیش از ۱۴۱۰۰۰ نسخه در هفته اول با رتبه ۲۱ وارد چارت بیلبورد هات ۱۰۰ و با رتبه ۶ وارد چارت پرفروش‌ترین آهنگ‌های دیجیتالی بیلبورد آمریکا شد؛ گراندِی تنها خواننده زن سال ۲۰۱۳ بود که دو تا سینگلش در هفته اول وارد ۱۰ ترانه برتر چارت پرفروش‌ترین آهنگ‌های دیجیتالی می‌شدند.
همچنین سینگل «Baby I» دارای گواهی پلاتینیوم ژاپن است، و تا به حال بیش از ۵۰۰ هزار نسخه در آمریکا فروخته که دارای شرایط دریافت گواهی گلد در این کشور است.
سومین و آخرین سینگل «Right There» با رتبه ۸۴ وارد چارت بیلبورد هات ۱۰۰ شد و از طرف RIAA گواهی گلد دریافت کرده، گرچه با فروش ۱ میلیون در آمریکا می‌تواند گواهی پلاتینیوم دریافت کند.
سینگل تبلیغاتی به اسم Almost Is Never Enough هم از این آلبوم منتشر شد که با رتبه ۸۲ وارد چارت بیلبورد هات ۱۰۰ شد.
برای تبلیغ بیشتر آلبومش توری به اسم The Listening Sessions برگزار کرد، این تور قرار بود جهانی باشد ولی چون گراندِی هنوز با شبکه نیکلودین قراداد داشت و باید در سریال نیکلودین بازی می‌کرد نتوانست تورش را ادامه بدهد و با ۱۱ اجرا در آمریکا پایان یافت. در جوایز موسیقی آمریکا ۲۰۱۳ برنده جایزه بهترین هنرمند جدید سال شد.
همچنین به دلیل پیشرفت‌هایی که در سال ۲۰۱۳ داشت از طرف مراسم Music Business Association جایزه دریافت کرد.
او در همان سال یک آلبوم چند آهنگه مختص کریسمس به اسم Christmas Kisses هم منتشر کرد.
آلبوم Christmas Kisses به دلیل داشتن آهنگ‌های کریسمس کلاسیک با سبک آر اند بی کلاسیک مورد تحسین قرار گرفت.

### همه‌چیز من ۲۰۱۴
دومین آلبوم استودیویی او، همه‌چیز من (۲۰۱۴)، نیز توانست در ایالات متحده رتبه نخست را کسب کند. این آلبوم شامل ترانه‌هایی محبوبی چون «مشکل» و «رهایی» بود. این آلبوم به صورت ۳۴ هفته پی در پی در ۱۰۰ آهنگ داغ بیلبورد آمریکا جزو ده آلبوم برتر بود و در سال ۲۰۱۴ بیشتر از هر خواننده دیگری تک‌آهنگ‌های او جزء آهنگ‌های برتر بودند.

## زندگی شخصی
به گفتهٔ گراندی، او دچار هیپوگلیسمی است و آن را ناشی از عادت‌های غذایی نامناسب می‌داند. او از سال ۲۰۱۳ گیاه‌خوار بوده است. گراندی پس از بمب‌گذاری ۲۰۱۷ منچستر آرنا به اختلال اضطراب پس از سانحه و اختلال اضطرابی مبتلا شد. او همچنین گفته که بیش از یک دهه است که تحت درمان بوده و نخستین بار بلافاصله پس از طلاق والدینش به متخصص سلامت روان مراجعه کرد.
گراندی به‌عنوان پیرو کلیسای کاتولیک پرورش یافت، اما در دوران تصدی پاپ بندیکت شانزدهم (حدود ۲۰۱۳) کلیسا را ترک کرد و مخالف مواضع آن در مورد همجنس‌گرایی بود با تأکید بر اینکه برادر ناتنی خودش یعنی فرانکی همجنس‌گراست. گراندی اظهار داشت که بعداً با فرانکی از مرکز کابالا دیدن کرده و هر دو «واقعاً با آن ارتباط برقرار کردند.» چندین ترانهٔ او از حقوق ال‌جی‌بی‌تی حمایت می‌کنند. او همچنین به‌عنوان «حامی نگرش مثبت‌نگری سکس» شناخته شده است. گراندی در نوامبر ۲۰۱۹ از کمپین ریاست‌جمهوری برنی سندرز اعلام پشتیبانی کرد.

### رابطه‌ها
گراندی در سال ۲۰۰۸ با گراهام فیلیپس، یکی از بازیگران نمایش موزیکال ۱۳ در تئاتر برادوی، آشنا شد و تا سال ۲۰۱۱ با او رابطه داشت. او سپس از اوت ۲۰۱۲ تا ژوئیه ۲۰۱۳ با یوتیوبر استرالیایی جی بروکس وارد رابطهٔ هرازگاهی شد؛ این دو رابطه خود را از می تا اوت ۲۰۱۴ از سر گرفتند. او در فاصلهٔ اوت تا دسامبر ۲۰۱۳ با خواننده انگلیسی ناتان سایکس رابطه داشت و سپس از اکتبر ۲۰۱۴ تا آوریل ۲۰۱۵ با رپر بیگ شان در رابطه بود.
گراندی و رپر مک میلر در سال ۲۰۱۶ وارد رابطه شدند. این دو در سال ۲۰۱۳ در ترانهٔ «راه» با یکدیگر همکاری کرده بودند. رابطهٔ آن‌ها در مهٔ ۲۰۱۸ به پایان رسید و گراندی وارد یک رابطه عجولانه با کمدین پیت دیویدسون شد. آنها در ژوئن، پس از چند هفته دوستی، نامزد کردند؛ گراندی ترانه‌ای با نام او در آلبوم شیرین‌کننده (۲۰۱۸) ضبط کرد. دیویدسون در آن زمان تصاویر گراندی را روی دست‌های خود خالکوبی کرد. در سپتامبر همان سال، میلر بر اثر مصرف بیش از حد مواد درگذشت. گراندی از مرگ او در شبکه‌های اجتماعی ابراز تاسف کرد و او را «عزیزترین دوست» خود خواند. او و دیویدسون نامزدی خود را به هم زدند و ماه بعد به رابطهٔ خود پایان دادند.
گراندی در ژانویه ۲۰۲۰ رابطه‌ای را با مشاور املاک یعنی دالتون گومز آغاز کرد. این زوج در دسامبر ۲۰۲۰ با یک‌دیگر نامزد شدند. آن‌ها در مهٔ ۲۰۲۱ در مراسمی خصوصی در کالیفرنیا با هم ازدواج کردند. آن‌ها در فوریهٔ ۲۰۲۳ از هم جدا شدند و همزمان در سپتامبر همان سال به دلیل «اختلافات آشتی‌ناپذیر» درخواست طلاق دادند.

## انفجار تروریستی مه ۲۰۱۷
در حدود ساعت ۲۲:۳۵ روز ۲۲ مه ۲۰۱۷ پس از اجرایی در یکی از بزرگ‌ترین سالن‌های سر پوشیدهٔ شهر منچستر بریتانیا، طی یک بمب‌گذاری که منجر به انفجار شد، ۲۲ تن جان باختند و حدود ۵۰ تن مجروح شدند. بمب‌گذاری ۲۰۱۷ منچستر آرنا مرگبارترین حمله در خاک بریتانیا پس از بمب‌گذاری‌های ۲۰۰۵ لندن بوده است.

### کنسرت ستارگان برای قربانیان حمله منچستر
روز ۱۴ ژوئن (‎۲۴ خرداد ۱۳۹۶) کنسرتی با شرکت شماری از ستارگان پاپ به یاد قربانیان حمله انتحاری روز ۲۲ مه در منچستر برگزار شده است.
این کنسرت خیریه با عنوان «وان لاو منچستر» برای ۵۰ هزار نفر برگزار شد. از جملهٔ خوانندگانی که در مراسم اجرا داشتند، مایلی سایرس، بلک آید پیز، کیتی پری، کلدپلی، رابی ویلیامز، لیام گالاهر، جاستین بیبر و لیتل میکس بودند.
سازمان دهندگان می‌گویند که در مجموع دو میلیون پوند از طریق کمک‌های تلفنی دریافت کردند که مجموع کمک‌های جمع‌آوری شده برای زخمی‌ها و خانواده‌های قربانیان را به بیش از ۱۰ میلیون پوند رساند.

## حاشیه‌ها

### دست درازی توسط کشیش
کشیش چارلز اچ الیس در مراسم خاک‌سپاری آریتا فرانکلین خواننده سرشناس آمریکایی، طبق تصاویری که منتشر شده نشان می‌دهد دستش را دور کمر گراندی انداخته و انگشتانش با سینه این خواننده در تماس بود.
این کشیش متهم شده بود که در جریان مراسم خاک‌سپاری و در زمان اجرای برنامه سینه آریانا گراندی را لمس کرده است.
کشیش گفت هرگز عمداً سینه زنی را لمس نکرده است. وی بعد از گراندی به خاطر «دست‌مالی» او عذرخواهی کرد.
«شاید خیلی از حد رد شدم و شاید خیلی رفتارم دوستانه بوده. اما بخاطر این رفتار عذرخواهی می‌کنم.»

## آلبوم‌شناسی
- ارادتمند شما (۲۰۱۳)
- همه‌چیز من (۲۰۱۴)
- زن خطرناک (۲۰۱۶)
- شیرین‌کننده (۲۰۱۸)
- ممنون، بعدی (۲۰۱۹)
- موقعیت‌ها (۲۰۲۰)
- درخشش ابدی (۲۰۲۴)

## تورها

### تورکنسرت
- جلسات شنوایی (۲۰۱۳)
- تور ماه عسل (۲۰۱۵)
- تور زن خطرناک (۲۰۱۷)
- تور جهانی شیرین‌کننده (۲۰۱۹)

### تبلیغاتی
- دیدارهای شیرین‌کننده (۲۰۱۸)

### افتتاحیه
- تور باور - جاستین بیبر (۲۰۱۳)

## فیلم‌شناسی

### سینما و تلویزیون
- ویکتوریوس (۲۰۱۰–۲۰۱۳)
- فوتبال‌دستی (۲۰۱۶)
- آریانا گرانده در بی‌بی‌سی (۲۰۱۸)
- بالا رو نگاه نکن (۲۰۲۱)
- شرور (۲۰۲۴)
- شرور: برای همیشه (۲۰۲۵)